# Povere figlie della Visitazione di Maria Santissima
Le povere figlie della Visitazione di Maria Santissima sono un istituto religioso femminile di diritto pontificio.

## Storia
La congregazione deriva da una compagnia di giovani donne che, sotto la guida di Claudia Russo, si dedicavano alla visita e all'assistenza a domicilio degli ammalati poveri: nel 1914 iniziarono ad accogliere gli anziani poveri e abbandonati in alcuni locali di fortuna e nel 1924 iniziarono a far costruire a Barra, presso Napoli, un nuovo edificio interamente destinato all'opera.
Il 20 giugno 1926 la Russo e le sue compagne diedero formalmente inizio alla congregazione, approvata da Alessio Ascalesi, arcivescovo di Napoli, il 12 marzo 1933. L'istituto ricevette il pontificio decreto di lode il 25 febbraio 1947.

## Attività e diffusione
Le finalità delle religiose sono l'assistenza agli anziani soli o ammalati e l'istruzione e l'educazione cristiana della gioventù.
Oltre che in Italia, sono presenti in Brasile, Ecuador e Togo; la sede generalizia è a Napoli.
Alla fine del 2008 la congregazione contava 171 suore in 26 case.